# Antoinette Saint-Huberty
Pour les articles homonymes, voir Clavel.
Anne-Antoinette-Cécile Clavel, dite Mme Saint-Huberty, née à Strasbourg le 14 décembre 1756 et morte à Barnes près de Londres le 22 juillet 1812, est une cantatrice française.

## Biographie
Fille du musicien Pierre Clavel, qui lui fit parcourir l’Europe, lorsque sa voix se fut formée, elle rencontra, à Varsovie, le compositeur Jean-Baptiste Moyne, dit Lemoyne, qui compléta son éducation musicale. La princesse Lubomirska la prit sous sa protection et, de retour en France, elle épousa en 1774 le sieur Claude-Philippe Croisilles de Saint-Huberty, chargé d’affaires du prince Henri de Prusse et recruteur de nouveaux talents pour son théâtre privé. Elle travailla au théâtre de Strasbourg jusqu’en 1777.
Sa réputation la fit venir à Paris, où elle débuta dans l’Armide de Christoph Willibald Gluck, le 23 septembre 1777, mais avec peu de succès. Engagée à l’Opéra, elle n’obtint que des seconds rôles, mais dévouée à son art, elle lui sacrifiait tout. La mort ou la retraite de ses principales rivales, dont Sophie Laguerre, Rosalie Levasseur ou Sophie Arnould, mais surtout la protection particulière de Louis XVI qui l’appréciait, lui permirent de devenir la première cantatrice en titre. 
Son mariage ne fut pas heureux. En 1778, elle quitta le domicile conjugal de la rue des Orties pour s'installer rue de l'Arbre-Sec. Son mari fit intervenir un commissaire de police et demanda une perquisition du nouveau logement au cours de laquelle les deux époux se disputèrent: "il y a eu beaucoup de cris de la part de la femme [...]. Elle craignoit que la violence de ses cris n'eut intéressé sa voix, elle l'a essayé en nous régalant de quelques éclats, cadences et roullements qui l'ont rassuré sur ses inquiétudes". Elle obtint, chose rare pour une femme à cette époque, gain de cause dans un procès en séparation d’avec son mari qui la maltraitait et la dépouillait. Elle obtint même de garder son nom de femme mariée pour la scène, sans particule, et elle est donc connue sous le nom de « Mme Saint-Huberty ».

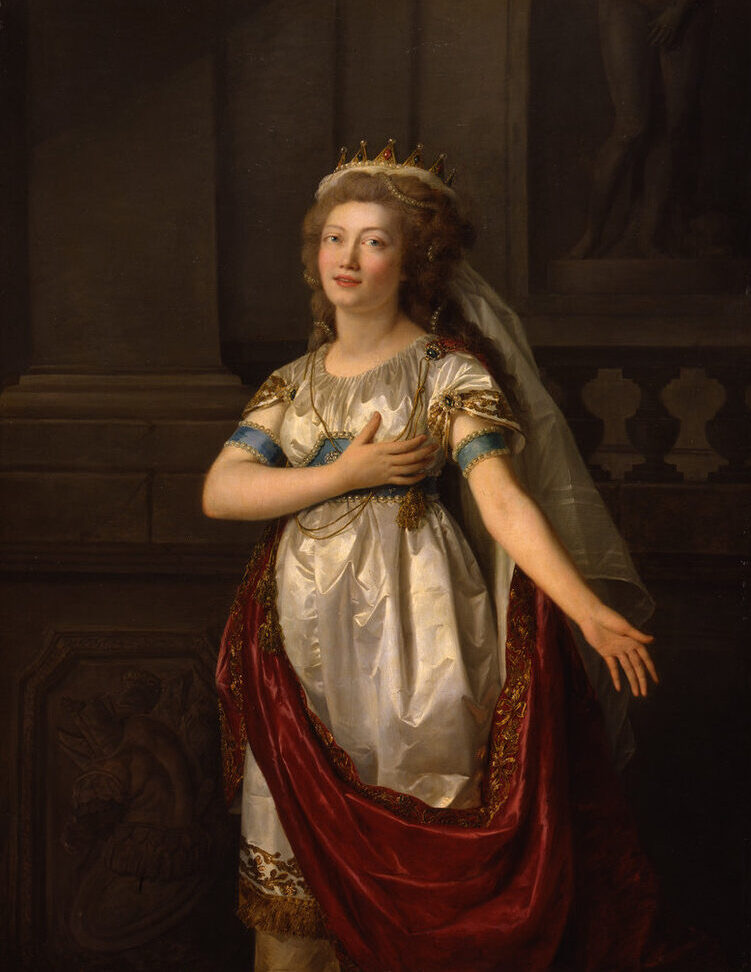
Anne Vallayer-Coster, Madame de Saint-Huberty dans le rôle de Didon, 1785.

Sa carrière ne fut plus qu’une longue suite de succès. On cite sa tournée triomphale à Marseille. En quelques années, elle est devenue la cantatrice la plus réputée dans l’Europe de la fin du siècle des Lumières.
Elle s’enrichit prodigieusement et acquit une villa à Neuilly et un petit château à Groslay dans la vallée de Montmorency. Alors l’amie d’un mélomane italien, le comte Turconi, qui possédait une magnifique villa à Mendrisio, à la frontière italio-suisse, elle le délaissa pour le comte d’Antraigues qui s’éprit d’elle.
En 1790, elle quitta l’Opéra pour suivre son amant, qui émigrait. Ils s’épousèrent secrètement à Lausanne en décembre 1790 puis vécurent plusieurs années à Mendrisio dans la villa du comte Turconi. Ils ont un fils, Jules Pierre Antoine Emmanuel, en 1792. D’Antraigues eut alors une activité politique très importante et fut secondé par Mme Saint-Huberty, devenue comtesse d’Antraigues, qui accomplit un voyage secret à Paris en 1792. Elle fit parvenir des messages de l’émigration à la famille royale et retourna à l’étranger à la veille des événements du 10 août. Le comte d’Antraigues anima un réseau de correspondance contre-révolutionnaire, dirigeant les nouvelles qu’ils recevait de ses agents secrets à Paris vers l’Espagne, l’Angleterre, le Portugal et la Russie.
Lorsqu’il fut arrêté à Trieste et ses papiers saisis sur ordre du général Bonaparte, Mme Saint-Huberty, dont la réputation internationale avait un certain poids, implora Joséphine, qui était alors à Milan, et le Directoire apprit peu après que d’Antraigues, dont la tête était mise à prix, s’était évadé de sa prison de Milan.
Fuyant les armées françaises, ils se rendirent ensuite à Vienne puis en Russie, où la tsarine Catherine II confia une mission diplomatique au comte d’Antraigues. Il prit la nationalité russe et se convertit à l’orthodoxie. Sa femme avait mis un terme à sa carrière et ne se produisait plus qu’en privé. Chagrinée d’avoir dû mettre un terme à sa carrière si prometteuse[réf. nécessaire], elle écrivit des pièces de théâtre.
Vers 1809, le couple se retira à Londres, où les d’Antraigues périrent tous deux, assassinés à l’arme blanche par un domestique italien, qui fut aussitôt abattu. Les services secrets britanniques, qui avaient monté l’opération, recueillirent les papiers du comte d’Antraigues, papiers recelant les clauses secrètes de certains traités et l’original du testament de Louis XVI, qui étaient de la plus haute importance politique[réf. nécessaire].

## Iconographie
La Saint-Huberty dans le rôle de Didon par Lucas de Montigny Jean Robert Nicolas